# Ламаркия
Лама́ркия (лат. Lamarckia) — монотипный род цветковых растений семейства Злаки (Poaceae). Род относится к трибе Мятликовые (Poeae) подсемейства Настоящие злаки (Pooideae). Единственный вид — Ламаркия золотистая (Lamarckia aurea), однолетнее травянистое растение, происходящее из Средиземноморья. Культивируется в качестве декоративного растения.
Род был назван в честь великого французского учёного-естествоиспытателя Жана Батиста Ламарка (1744—1829) ещё при его жизни, в 1794 году, немецким ботаником Конрадом Мёнхом.
|                                                                          |
|                                                                          |
| Ламаркия, выращиваемая как комнатное растение, в начале и конце цветения |

## Распространение
Растение распространено в субтропиках Средиземноморья и Передней Азии, встречается в сухих местах с песчаной и каменистой почвой, на склонах и осыпях.

## Биологическое описание
Ламаркия золотистая — однолетнее травянистое растение высотой от 10 до 40 см.
Стебли прямостоячие или восходящие. Листья линейно-ланцетные, шириной от 1 до 8 мм, светло-зелёные, слегка закрученные, образующие неплотные пучки.
Сложное соцветие — плотная более или менее односторонняя метёлка длиной от 2 до 7 см, похожая на щётку. Вначале соцветия имеют светло-зелёно-серебристую окраску, затем желтоватую (золотистую — с этим связано видовое название растения), иногда приобретают красноватый оттенок. Соцветия появляются последовательно, сменяя друг друга. Метёлка состоит из колосков, расположенных пучками по 2—6, из которых нормально развит лишь один колосок, с единственным обоеполым цветком, остальные же колоски в пучках стерильны. Длина нормально развитого колоска — от 2 до 4 мм, стерильного — от 5 до 9 мм. Стерильные колоски из-за многочисленных двухрядно расположенных нижних цветковых чешуй похожи на гребневидно рассечённые листочки.
Время цветения: конец весны — начало лета.
Число хромосом: 2n = 14.

## Культивирование
Растение культивируется в качестве бордюрного декоративного растения, иногда выращивается в качестве почвопокровного растения на участках с сухой почвой. Соцветия ламаркии используются для составления сухих букетов. Растение в культуре с 1770 года.
Агротехника
Растение нетребовательное к условиям произрастания, лучше всего растёт в хорошо дренированной (песчаной) почве в условиях прямого солнечного освещения. При достаточном увлажнении начинает цвести и плодоносить в очень молодом возрасте, высота растений в начале цветения может составлять всего несколько сантиметров.
Зоны морозостойкости — от 7 до 11.

## Синонимы
В синонимику вида, по информации базы данных The Plant List, входят следующие названия:
- Achyrodes aureum (L.) Kuntze
- Chrysurus aureus (L.) Besser
- Chrysurus aureus (L.) P.Beauv. ex Spreng.
- Chrysurus cynosuroides Pers.
- Cynosurus aureus L.
- Lamarckia hookeriana Griff.
- Pterium elegans Desv.
- Tinaea elegans Garzia ex Parl.